# Бобровка (река, впадает в озеро Тургояк)
Бобровка — река в Миасском городском округе (Челябинская область, Россия). Впадает в озеро Тургояк со стороны его западного берега.

## Описание
Река Бобровка берёт начало на хребте Заозёрном и впадает в озеро Тургояк со стороны его западного берега, на южном берегу гирла Мухоринской курьи. Устье Бобровки представляет собой дельту с площадью заболачивания свыше 19 тыс. кв. метров.

## Ссылка
- Лист карты N-41-25 Миасс. Масштаб: 1 : 100 000. Состояние местности на 1986 год. Издание 1987 г.